# Coervermethode
De Coerver-methode is een complete voetbaloefenstof die in de loop der jaren is ontwikkeld door Wiel Coerver. De methode stond in de beginjaren (jaren 70 in de vorige eeuw) vooral bekend als kappen en draaien en werd voor het eerst in de praktijk gebracht bij de Nijmeegse voetbalvereniging N.E.C. alwaar Wiel Coerver trainer/coach was. De methode heeft in die jaren tal van spelers beter gemaakt. Heden ten dage is de methode gericht op een zo volledig mogelijke technische balbeheersing, waarbij lichaamssouplesse en conditie vereisten zijn. De methode is inmiddels in tal van landen in gebruik, zowel op nationaal niveau als op clubniveau.